# Pitthea albolineata
Pitthea albolineata är en fjärilsart som beskrevs av Druce 1910. Pitthea albolineata ingår i släktet Pitthea och familjen mätare. Inga underarter finns listade i Catalogue of Life.